# HMS Smyge (1991)

HMS Smyges vapen.

HMS Smyge var ett försöksfartyg i svenska marinen för att studera effekten av signaturanpassning. Skrovet är utformat för att ge ett mycket svagt radareko, och fartygets driftsystem konstruerades för att vara svårupptäckt för både sonar och värmebaserade sensorer. Erfarenheterna från Smyge låg till grund för ett nytt och större projekt, Ytstridsfartyg 2000 (YS 2000), som utvecklades till Visby-klassen. Fartyget användes sedan som plattform för utbildning i verkanstålighet vid Sjöstridsskolans sjösäkerhetssektion i Karlskrona.